# Acidocroton lobulatus
Acidocroton lobulatus är en törelväxtart som beskrevs av Ignatz Urban. Acidocroton lobulatus ingår i släktet Acidocroton och familjen törelväxter. Inga underarter finns listade i Catalogue of Life.